# TechEditor
TechEditor — програмне забезпечення для розробки технічної документації, у якому можна створювати текстові і графічні документи, виконувати математичні обчислення, розробляти спеціалізовані застосунки та інше. 
В основі TechEditor лежить ідея єдиного середовища для роботи з технічною документацією. Розробка програми розпочалася у 2018 році українськими фахівцями в галузі інженерії та наукових досліджень (інформаційно-консалтинговий центр Dystlab) і націлена на потреби користувачів, що працюють з технічними даними.

## Сфери використання

### Використання в інженерії та наукових дослідженнях
TechEditor знайшов застосування в інженерії, проєктній та дослідницькій сферах. Інженери та науково-технічні фахівці використовують TechEditor для розробки різноманітної технічної документації: пояснювальних записок до архітектурно-будівельних проєктів, звітів про науково-дослідні роботи, технічних специфікацій, фахових статей, дисертацій та ін. Програма надає інструменти для побудови аналітичних схем і фізико-математичних моделей, сприяючи точності та якості в роботі з технічними даними.

### Використання в будівництві та машинобудуванні
TechEditor застосовується у проєктах будівельних конструкцій, машинобудуванні та інших технічних галузях. Він допомагає розробникам створювати текстову технічну документацію, включаючи формули, розрахункові таблиці, графічні матеріали і забезпечуючи ефективну роботу та високу якість проєктів.
Є приклад вирішення задач, пов'язаних з дронами та БПЛА.

### Використання в управлінні проєктами
TechEditor може використовуватися в управлінні проєктами. Проєктні менеджери та управлінці можуть скористатися програмою для контролю проєктування та стандартизації документообігу в компаніях. Середовище надає зручні інструменти для кількісної оцінки проєктів та прийняття управлінських рішень, сприяючи успішному виконанню проєктів.

### Використання в освіті
TechEditor є корисним інструментом для використання в освітніх закладах. Він допомагає студентам у виконанні курсових і дипломних проєктів, розрахунково-графічних робіт, звітів про практику, тощо. Викладачі та співробітники кафедр можуть застосовувати TechEditor як засіб для розробки інтерактивних методичних вказівок, підручників, навчальних посібників та іншої навчально-методичної літератури. Програма також може використовуватись інструментом тестування і перевірки якості засвоєння матеріалу.

## Можливості програми
В TechEditor можлива одночасна розробка графічно-текстової документації і проведення розрахунків. Програма оперує кількома різними типами документів (звітами, діаграмами, математичними листами, застосунками) та має низку наступних необхідних для роботи опцій.

### Текстовий редактор
TechEditor має багатофункціональний текстовий редактор, розроблений з урахуванням потреб інженерів та технічних спеціалістів. Він має зручний інтерфейс для створення та редагування тексту, аналогічний іншим популярним редакторам. Користувачі можуть верстати текст, форматувати його, вставляти формули, таблиці та малюнки, тощо.
Для набору формул в TechEditor вбудовано зручний редактор з великою кількістю шаблонів і пресетів. Він автоматично формує математичні вирази в стилі LaTeX, що забезпечує надійну інтерпретацією та канонічне відображення формул в документі без непередбачуваних сповзань або артефактів.

### Математика та обчислення
На відміну від офісних програм, у TechEditor є можливість виконувати розрахунки і різноманітні фізико-математичні симуляції (в тому числі, з використанням одиниць вимірювання). Користувач може вільно обирати, з яким типом документів йому зараз зручніше працювати. Аналітичні вирази в звітах виглядають максимально “природно”, канонічно — практично за книжковим форматом. Натомість, діаграми мають необмежену площину для дій і дозволяють рухати текстові або графічні елементи довільно, курсором миші. В діаграмах TechEditor доцільно створювати розрахункові листи на кшталт електронних таблиць, але в більш вільному режимі (адже немає традиційних обмежень комірками). Крім того, діаграми TechEditor дозволяють будувати багаторівневі аналітичні алгоритми і схеми, притаманні іншим сучасним математичним програмам. 
Кожен документ TechEditor має власну математичну модель і може використовуватися відокремлено від іншої частини проєкту, або ж посилатися на інші документи. Ступінь складності і розгалуженості розрахунків визначається самим користувачем.

### Розробка застосунків
Завдяки вбудованому середовищу для розробки (IDE), користувачі TechEditor можуть створювати власні міні-програми. Ці застосунки діють як плагіни і виконуються безпосередньо в самій програмі, отже для них не потрібне додаткове програмне забезпечення або драйвери. Застосунки можна реалізувати у вигляді консольних програм або програм з повноцінним віконним інтерфейсом — IDE дозволяє розміщувати на формі вікна поля для введення тексту, кнопки, чекбокси, радіо-кнопки та інші елементи управління. Кожен застосунок може взаємодіяти з поточним звітом, то ж користувачі можуть створювати калькулятори або компактні САПР з функціями автоматичного скидання результатів до пояснювальної записки.
Основною мовою програмування для розробки застосунків в TechEditor є Object Pascal.

### Підтримка одиниць вимірювання
Програма підтримує одиниці вимірювання, що дозволяє зручно працювати з різними системами вимірювання і конвертувати дані в потрібний формат. Окрім традиційних латинських одиниць (kN, mm, Pa), в математичних виразах можна використовувати їхні українські кириличні аналоги (кН, мм, Па та ін.).  
Всі математичні вирази в TechEditor записуються простим текстом, наприклад “A(t):=2.2*sin(f/10)”. Щоб сформувати фізичну величину, до її числового значення достатньо додати відповідні одиниці вимірювання, розділені пробілом: “F:=10 kN”. TechEditor автоматично перевіряє відповідність одиниць вимірювання всіх математичних виразів і в разі виявлення невідповідності сигналізує про це.
Програма підтримує наступні фізичні розмірності:
| Dimension              | Symbol |
| ---------------------- | ------ |
| Dimensionless (number) | 1      |
| Length                 | L      |
| Time                   | T      |
| Mass                   | M      |
| Temperature            | Θ      |
| Electric Current       | I      |
| Amount of Substance    | N      |
| Luminous Intensity     | J      |
| Information            | Υ      |
| Plane Angle            | Φ      |
| Solid Angle            | Ω      |

### Експорт та друк документів
TechEditor надає можливість експорту та друку документів, що дозволяє поділитися своїми роботами з колегами або зберегти їх у зручному форматі. Користувачі мають можливість експортувати свої документи у такі формати, як PDF (через PDF-принтер), DOCX, PNG, TIFF тощо.

## Інтерфейс та користування
TechEditor є комплексним рішенням для розробки документації, тому порівнювати його інтерфейс з іншими програмами варто для кожного типу документу, окремо.  
Текстовий редактор TechEditor подібний до MS Word або Google Docs, а розрахунки в діаграмах нагадують Mathcad. Тому користувачі офісних пакетів MS Office, Open Office або Google, а також математичних пакетів Mathcad або SMath під часу переходу на TechEditor знайдуть для себе багато аналогій. У поєднанні з інтуїтивно зрозумілим інтерфейсом, вони зможуть оформлювати документацію в тому стилі, до якого звикли.

### Типи документів
Програма пропонує наступні типи документів для роботи: звіт, діаграма, математичний лист, застосунок.
Кожен документ має власне призначення і особливості.
- Звіти (Reports): TechEditor дозволяє створювати технічні звіти, наукові статті, презентації та інші документи. Програма надає розширені інструменти для форматування тексту, вставки графіків, таблиць та ілюстрацій, що допомагає користувачам створювати професійно оформлені документи.
- Діаграми (Diagrams): TechEditor має вбудовані інструменти для створення різних видів діаграм, включно з графіками, схемами, блок-схемами та діаграмами потоків. Користувачі можуть легко створювати, редагувати та налаштовувати діаграми без необхідності використання окремих програм.
- Математичні листи (Math Sheets): TechEditor має вбудовану математичну систему, що дозволяє користувачам виконувати складні математичні обчислення та розрахунки. Програма підтримує різні математичні функції, символьні обчислення, чисельні методи та інші математичні операції. Математичний лист є текстовим документом, в якому можна організувати математичні обчислення. Якщо включена опція автоматичного обрахунку, то результат обчислень виводиться поруч із вхідним виразом.
- Застосунки (Apps): Однією з ключових особливостей TechEditor є можливість розробки спеціалізованих застосунків для розширення функціональності програми. Користувачі можуть створювати власні розширення, додатки або плагіни, що дозволяють адаптувати програму до своїх конкретних потреб.

### Елементи інтерфейсу
Основними елементами інтерфейсу TechEditor є панель швидкого доступу, стрічка інструментів, провідник проєкту, робочий простір, стрічка повідомлень та статусна панель. 
- Панель швидкого доступу містить найвживаніші команди та компоненти для швидкого отримання довідкової інформації;
- Стрічка інструментів є основним компонентом для управління TechEditor та містить команди для роботи з окремими документами і самим середовищем;
- Провідник проєкту допомагає відображати структуру проєкту та містить команди для управління документами;
- Робочий простір є місцем основної роботи над проєктом, де можна виконувати обчислення та оформлювати документи;
- Стрічка повідомлень відображає системні повідомлення та інформує про роботу середовища;
- на статусній панелі відображаються розширені підказки та елементи управління видом.

### Взаємодія з іншими програмами

#### Взаємодія з Word
TechEditor підтримує формат MS Word (DOCX) в обох напрямках: на імпорт та на експорт. Проте варто зважати, що експортовані в Word документи TechEditor втрачають властивості автоматизації та математичних обчислень.

#### Взаємодія з Excel
До проєкту TechEditor можна імпортувати електронні таблиці (Excel) і використовувати їх як ресурси: посилатися на значення у комірках і тим самим ув'язати їх з наявною математичною моделлю.

### Умови розповсюдження
TechEditor є пропрієтарним програмним забезпеченням з закритим кодом і поставляється в наступних модифікаціях:
- TechEditor
- TechEditor Pro
- TechEditor Edu

TechEditor є безкоштовним і розповсюджується у відповідності до Dystlab General License. Користувачам дозволено завантажувати, копіювати, ділитися, розповсюджувати TechEditor з необмеженою кількістю осіб. Ця модифікація програми має низку обмежень, проте може бути використана у комерційних проектах.
TechEditor Pro розповсюджується за платними планами підписки і не обмежує користувача у використанні жодних функцій.
TechEditor Edu є ексклюзивною безкоштовною модифікацією програми для навчальних закладів і освітніх установ. Цю версію програми можна використовувати лише в некомерційних цілях.

### Вимоги до системи
Для ефективної роботи з програмою TechEditor рекомендується мати наступні технічні характеристики робочого місця:
- операційна система: Windows x86 або x64;
- процесор: Intel Core i5 або еквівалентний;
- оперативна пам'ять: не менше 4 ГБ;
- відеокарта: підтримка OpenGL 3.3 або вище;
- вільне місце на жорсткому диску: не менше 500 МБ.

## Розвиток програми і підтримка користувачів
Починаючи з виходу першої версії (2019 р.), TechEditor регулярно оновлюється. Мажорні версії виходять приблизно раз у рік, мінорні — кілька разів у квартал. Періодичність релізів орієнтовно вимірюється кількома тижнями. Кожна нова версія TechEditor містить покращення функціональності, виправлення помилок та оновлення локалізацій.

### Покоління TechEditor
Мінорні версії можуть містити оновлення інтерфейсу або зміни у роботі певних інструментів програми. Мажорні версії, які ще називаються поколіннями TechEditor, відображають корінні зміни і розвиток програми в цілому. Згідно довідки, програма вже пройшла шлях трьох поколінь:
- TechEditor 0: пілотна версія програми; елементарний текстовий редактор; скриптовий рушій для розрахунків;
- TechEditor 1: текстовий редактор (WYSIWYG); новий скриптовий рушій з підтримкою Unicode;
- TechEditor 2: до звітів та діаграм додано можливість математичних обчислень;
- TechEditor 3: новий переосмислений інтерфейс; додано окремі математичні листи; впроваджено єдиний .tec файл; збільшена швидкість роботи; додана автоматизація рисування та ін.

### Плани на майбутнє
У 2023-2024 рр. Dystlab планують випустити TechEditor 4. В цій версії анонсована підтримка мови програмування Python, а також розвиток рушія на основі методу скінченних елементів. За інформацією про оновлення програми або з повідомленням про проблеми в роботі можна звернутися безпосередньо до розробників. 

### Підтримка користувачів
Dystlab підтримують користувачів TechEditor на сервері Discord. Ви також можете написати листа на офіційну електронну пошту.